# 石湾镇 (合浦县)
石湾镇，是中华人民共和国广西壮族自治区北海市合浦县下辖的一个乡镇级行政单位。

## 行政区划
石湾镇下辖以下地区：
永康社区、大田村、张屋村、桥头村、汉水村、汉马村、垌心村、红锦村、石湾村、清水村、兵岳村、东江村、周江村、沙朗村、大浪村、新安村和七里村。

## 名胜
- 大浪古城遗址：位于石湾镇大浪村。2013年5月，被国务院核定公布为第七批全国重点文物保护单位。